# 미륵사 (서산시)
미륵사는 서산시에 있는 사찰이다. 조선 시대에 제작된 것으로 추정되는 반양리 미륵불을 소장하고 있다.